# Centaurea vanensis
Centaurea vanensis — вид рослин роду волошка (Centaurea), з родини айстрових (Asteraceae).

## Біоморфологічна характеристика
Багаторічна рослина. Квіткові голови поодинокі. Сидячий або майже листя у розетці. Листки волосаті, на ніжках, перисторозільні з численними більшими та меншими сегментами більші перисторозільні або перистолопатеві, кінцеві сегменти лінійні, ≈ 2 мм в ширину, переважно з хвилястими краями. Чашечки квіткових голів 20–22 × 20–28 мм, майже кулясті; придатки досить великі, але приховують лише частину зеленуватих філаріїв, темно-коричневі або чорнуваті, широко трикутні, війки 3–5 мм. Квітки кремово-білі. Сім'янки завдовжки 4–4.5 мм. Папуси 1.5–2.5 мм завдовжки.

## Середовище проживання
Зростає у східній Туреччині й північно-західному Ірані. Населяє кам'янисті схили, степ; на висотах 1750–2750 метрів.